# María Esther Herranz García
María Esther Herranz García este un om politic spaniol, membru al Parlamentului European în perioada 1999-2004 din partea Spaniei.
1. 1 2  Deputații în Parlamentul European
2. ↑  Deputații în Parlamentul European